# Nerocila priacanthusi
Nerocila priacanthusi is een pissebed uit de familie Cymothoidae. De wetenschappelijke naam van de soort is voor het eerst geldig gepubliceerd in  door Jalaja Kumari, Hanumantha Rao & Shyam.